# Diario de un peatón
Diario d'un peatón és el dissetè disc de Joaquín Sabina, sortit a la venda el 2003. És un doble CD en format disc-llibre que inclou el disc Dímelo en la calle íntegre, a més d'un segon que recull temes inèdits, rareses, cares B i dos vídeo clips. El llibre conté abundants textos i il·lustracions obra del mateix Joaquín. Inclou també extractes del recent publicat per aquella època llibre de lletres Con buena letra. Les cançons que conté el segon CD són:

## Llista de cançons
1. Ratones coloraos (sevillanas)
2. A vuelta de correo
3. Ay Calixto
4. Canción de cuna de la noche
5. Flores en la tumba d'un vasquito
6. Benditos malditos al pil pil
7. Doble vida
8. Me plantó la princesita azul
9. Incluso en estos tiempos
10. Retrato d'una familia con perrito

Els 2 videoclips que conté són: 69 Punto G i Lágrimas de plástico azul.